# Gran Premio motociclistico d'Olanda 1990
Il Gran Premio motociclistico d'Olanda 1990 fu l'ottavo appuntamento del motomondiale 1990; si è trattato della 60ª edizione del Gran Premio motociclistico d'Olanda, 42ª valida per il motomondiale dalla sua istituzione nel 1949.
Si svolse sabato 30 giugno 1990 sul circuito di Assen e corsero tutte le classi oltre ai sidecar. I vincitori furono Kevin Schwantz in classe 500, John Kocinski in classe 250 e Doriano Romboni in classe 125; tra i sidecar si è imposto l'equipaggio Alain Michel/Simon Birchall.

## Classe 500
Con il ritorno alle gare da parte di alcuni dei piloti infortunati da tempo, quali Eddie Lawson, Wayne Gardner e Christian Sarron, aumenta il numero dei piloti partecipanti; al termine della gara si è imposto lo statunitense Kevin Schwantz davanti ai connazionali Wayne Rainey e Eddie Lawson.

### Arrivati al traguardo
| Pos. | Pilota               | Moto   | Tempo     | Griglia | Punti |
| ---- | -------------------- | ------ | --------- | ------- | ----- |
| 1    | Kevin Schwantz       | Suzuki | 45.39.074 | 1       | 20    |
| 2    | Wayne Rainey         | Yamaha | 45.39.710 | 2       | 17    |
| 3    | Eddie Lawson         | Yamaha | 46.04.524 | 3       | 15    |
| 4    | Michael Doohan       | Honda  | 46.23.873 | 7       | 13    |
| 5    | Niall Mackenzie      | Suzuki | 46.35.604 | 5       | 11    |
| 6    | Juan Garriga         | Yamaha | 46.43.638 | 9       | 10    |
| 7    | Christian Sarron     | Yamaha | 46.45.226 | 6       | 9     |
| 8    | Pierfrancesco Chili  | Honda  | 47.07.224 | 11      | 8     |
| 9    | Ron Haslam           | Cagiva | 47.22.961 | 13      | 7     |
| 10   | Alex Barros          | Cagiva | 48.43.221 | 14      | 6     |
| 11   | Jean-Philippe Ruggia | Yamaha | 1 giro    | 10      | 5     |
| 12   | Eddie Laycock        | Honda  | 1 giro    | 17      | 4     |
| 13   | Cees Doorakkers      | Honda  | 1 giro    | 20      | 3     |
| 14   | Marco Papa           | Honda  | 1 giro    | 16      | 2     |
| 15   | Karl Truchsess       | Honda  | 1 giro    | 18      | 1     |
| 16   | Nicholas Schmassmann | Honda  | 2 giri    | 21      |       |
| 17   | Eero Kuparinen       | Honda  | 2 giri    | 19      |       |
| 18   | Randy Mamola         | Cagiva | 4 giri    | 8       |       |

### Ritirati
| Pilota            | Moto   | Motivo | Griglia |
| ----------------- | ------ | ------ | ------- |
| Norihiko Fujiwara | Yamaha |        | 12      |
| Wayne Gardner     | Honda  |        | 4       |
| Vittorio Scatola  | Paton  |        | 15      |

## Classe 250

### Arrivati al traguardo
| Pos. | Pilota             | Moto     | Tempo     | Griglia | Punti |
| ---- | ------------------ | -------- | --------- | ------- | ----- |
| 1    | John Kocinski      | Yamaha   | 43.35.983 | 2       | 20    |
| 2    | Carlos Cardús      | Honda    | 43.36.959 | 1       | 17    |
| 3    | Wilco Zeelenberg   | Honda    | 43.41.596 | 10      | 15    |
| 4    | Masahiro Shimizu   | Honda    | 43.47.235 | 8       | 13    |
| 5    | Andreas Preining   | Honda    | 43.56.467 | 12      | 11    |
| 6    | Jochen Schmid      | Honda    | 43.58.257 | 11      | 10    |
| 7    | Didier de Radiguès | Aprilia  | 43.58.583 | 6       | 9     |
| 8    | Martin Wimmer      | Aprilia  | 53.59.347 | 15      | 8     |
| 9    | Carlos Lavado      | Aprilia  | 44.13.287 | 13      | 7     |
| 10   | Alberto Puig       | Yamaha   | 44.36.662 | 17      | 6     |
| 11   | Marcellino Lucchi  | Aprilia  | 44.46.092 | 9       | 5     |
| 12   | Andrea Borgonovo   | Aprilia  | 44.47.527 | 20      | 4     |
| 13   | Harald Eckl        | Aprilia  | 44.48.025 | 14      | 3     |
| 14   | Jorge Martínez     | JJ Cobas | 44.48.202 | 16      | 2     |
| 15   | Urs Jücker         | Yamaha   | 44.54.486 | 21      | 1     |
| 16   | Bernd Kassner      | Yamaha   | 45.13.467 | 31      |       |
| 17   | José Barresi       | Yamaha   | 45.13.551 | 33      |       |
| 18   | Paolo Casoli       | Yamaha   | 45.39.103 | 23      |       |
| 19   | Kevin Mitchell     | Yamaha   | 45.39.605 | 29      |       |
| 20   | Jean Foray         | Yamaha   | 45.40.181 | 30      |       |
| 21   | Rachel Nicotte     | Yamaha   | 1 giro    | 32      |       |

### Ritirati
| Pilota            | Moto    | Motivo | Griglia |
| ----------------- | ------- | ------ | ------- |
| Luca Cadalora     | Yamaha  |        | 4       |
| Bernard Haenggeli | Aprilia |        | 19      |
| Hans Becker       | Yamaha  |        | 27      |
| Jacques Cornu     | Honda   |        | 3       |
| Alain Bronec      | Aprilia |        | 28      |
| Adrien Morillas   | Aprilia |        | 22      |
| Corrado Catalano  | Aprilia |        | 18      |
| Erich Neumair     | Yamaha  |        | 24      |
| Renzo Colleoni    | Aprilia |        | 25      |
| Àlex Crivillé     | Yamaha  |        | 5       |
| Fausto Ricci      | Aprilia |        | 26      |
| Loris Reggiani    | Aprilia |        | 7       |

## Classe 125

### Arrivati al traguardo
| Pos. | Pilota              | Moto      | Tempo     | Griglia | Punti |
| ---- | ------------------- | --------- | --------- | ------- | ----- |
| 1    | Doriano Romboni     | Honda     | 42.25.595 | 2       | 20    |
| 2    | Bruno Casanova      | Honda     | 42.36.728 | 3       | 17    |
| 3    | Adi Stadler         | JJ Cobas  | 42.36.986 | 4       | 15    |
| 4    | Gabriele Debbia     | Aprilia   | 42.37.206 | 14      | 13    |
| 5    | Jorge Martínez      | JJ Cobas  | 42.37.215 | 7       | 11    |
| 6    | Stefan Prein        | Honda     | 42.37.552 | 16      | 10    |
| 7    | Heinz Lüthi         | Honda     | 42.37.888 | 5       | 9     |
| 8    | Fausto Gresini      | Honda     | 42.58.261 | 15      | 8     |
| 9    | Stefan Kurfiss      | Honda     | 43.04.441 | 11      | 7     |
| 10   | Alessandro Gramigni | Aprilia   | 43.18.087 | 9       | 6     |
| 11   | Dirk Raudies        | Honda     | 43.24.710 | 13      | 5     |
| 12   | Maurizio Vitali     | Gazzaniga | 43.25.193 | 19      | 4     |
| 13   | Domenico Brigaglia  | Honda     | 43.25.555 | 17      | 3     |
| 14   | Robin Appleyard     | Honda     | 43.33.669 | 20      | 2     |
| 15   | Stuart Edwards      | Honda     | 43.33.870 | 32      | 1     |
| 16   | Hans Koopman        | Honda     | 43.33.941 | 31      |       |
| 17   | Manuel Hernández    | Honda     | 43.33.950 | 23      |       |
| 18   | Johnny Wickström    | JJ Cobas  | 43.34.354 | 26      |       |
| 19   | Antonio Sánchez     | JJ Cobas  | 43.34.360 | 36      |       |
| 20   | Jaime Mariano       | Casal     | 43.35.742 | 34      |       |
| 21   | Hisashi Unemoto     | Honda     | 43.45.013 | 18      |       |
| 22   | Alfred Waibel       | Honda     | 43.45.881 | 30      |       |
| 23   | Taru Rinne          | Honda     | 43.47.368 | 37      |       |
| 24   | Mike Leitner        | Honda     | 44.00.629 | 21      |       |
| 25   | Flemming Kistrup    | Honda     | 44.01.915 | 28      |       |

### Ritirati
| Pilota           | Moto     | Motivo | Griglia |
| ---------------- | -------- | ------ | ------- |
| Hans Spaan       | Honda    |        | 1       |
| Steve Patrickson | Honda    |        | 25      |
| Robin Milton     | Honda    |        | 12      |
| Peter Galvin     | Honda    |        | 35      |
| Hubert Abold     | Rotax    |        | 33      |
| Loris Capirossi  | Honda    |        | 8       |
| Ralf Waldmann    | Rotax    |        | 6       |
| Manuel Herreros  | JJ Cobas |        | 24      |
| Peter Öttl       | Rotax    |        | 10      |
| Emilio Cuppini   | Honda    |        | 27      |
| Julián Miralles  | JJ Cobas |        | 22      |

### Non qualificati
| Pilota             | Moto    |
| ------------------ | ------- |
| Jos van Dongen     | Honda   |
| Allan Scott        | Honda   |
| Stefan Dörflinger  | Aprilia |
| Bert Smit          | Honda   |
| Josef Fischer      | Rotax   |
| José Saez          | Honda   |
| Janez Pintar       | Honda   |
| Stefan Brägger     | Aprilia |
| Mike Stief         | Rotax   |
| Zdravko Matulja    | Honda   |
| Jean-Claude Selini | Honda   |
| Hervé Duffard      | Honda   |
| Javier Arumi       | Honda   |
| Paolo Priori       | Grossi  |
| Kris Galatowicz    | Honda   |

## Classe sidecar
Seconda vittoria consecutiva per l'equipaggio Alain Michel-Simon Birchall, che precede di misura Rolf Biland-Kurt Waltisperg; il terzo posto è di Egbert Streuer-Geral de Haas. Si ritirano per problemi tecnici, per la prima volta in questa stagione, i campioni in carica e leader del mondiale Steve Webster-Gavin Simmons.
In classifica Webster, fermo a 106 punti, rimane comunque in testa; lo seguono Michel a 94, Biland a 84 e Streuer a 78.

### Arrivati al traguardo (posizioni a punti)[5]
| Pos | Pilota             | Passeggero      | Moto           | Tempo     | Punti |
| --- | ------------------ | --------------- | -------------- | --------- | ----- |
| 1   | Alain Michel       | Simon Birchall  | LCR-Krauser    | 40'23"138 | 20    |
| 2   | Rolf Biland        | Kurt Waltisperg | LCR-Krauser    | +0"533    | 17    |
| 3   | Egbert Streuer     | Geral de Haas   | LCR-Yamaha     | +6"027    | 15    |
| 4   | Steve Abbott       | Shaun Smith     | LCR-Yamaha     | +20"329   | 13    |
| 5   | Markus Egloff      | Urs Egloff      | SMS-Yamaha     | +36"730   | 11    |
| 6   | Alfred Zurbrügg    | Martin Zurbrügg | LCR-Krauser    | +43"445   | 10    |
| 7   | Yoshisada Kumagaya | Brian Houghton  | Windle-JPX     |           | 9     |
| 8   | Masato Kumano      | Eckart Rösinger | LCR-TEC        |           | 8     |
| 9   | Paul Güdel         | Charly Güdel    | LCR-Yamaha     |           | 7     |
| 10  | Theo van Kempen    | Jan Kuyt        | LCR-Krauser    |           | 6     |
| 11  | Ralph Bohnhorst    | Thomas Böttcher | LCR-Yamaha     |           | 5     |
| 12  | Derek Jones        | Peter Brown     | LCR-Yamaha     |           | 4     |
| 13  | Tony Baker         | Phillip Coombes | LCR-Yamaha     |           | 3     |
| 14  | Billy Gällros      | Peter Berglund  | Streuer-Yamaha |           | 2     |
| 15  | Hans Hügli         | Adolf Hänni     | LCR-Yamaha     |           | 1     |